# A Kisvárosi gyilkosságok epizódjainak listája

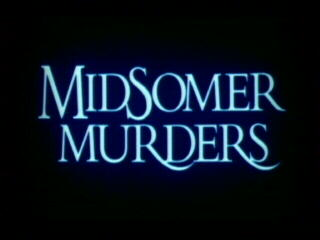
A film főcímképe

Ez a lista a Kisvárosi gyilkosságok (eredeti címén Midsomer Murders, a Film+ tv-csatorna fordítása szerint A Midsomer gyilkosságok) című angol bűnügyi televíziós sorozat epizódjainak főbb adatait tartalmazza.

## Jelzések a táblázatokban
- A „magyar címek” rovatban (U) a Universal Channel (korábban Hallmark), (F) a Film+/Film+ 2, (G) a Galaxy tv-csatornák címváltozatait jelenti. (A betűvel nem jelölt egyéb címváltozatok műsorújságokban, port.hu-n és más filmes listákban tűnhetnek fel, ezek eltérhetnek a filmekben elhangzó magyar címektől, gyakran az angol címek szó szerinti fordításai).
- A „főfelügyelő” rovatban a főszereplő, azaz:
  - 2011-ig Thomas B(arnaby) = John Nettles – felesége: Joyce (Jane Wymark) – leányuk Cully (Laura Howard).
  - 2012-től John B(arnaby) = Neil Dudgeon – felesége: Sarah (Fiona Dolman) – újszülött leányuk Betty (XVI/5.epizódtól).
- Az „őrmester” rovatban az aktuális másod-főszereplő (Troy, Scott, Jones, Nelson, Winter) szerepel:
  - 1997–2003: Gavin Troy őrmester (Daniel Casey),
  - 2003–2005: Dan Scott őrmester (John Hopkins),
  - 2005–2013: Ben Jones őrmester (Jason Hughes),
  - 2013–2016: Charlie Nelson őrmester (Gwilym Lee),
  - 2017-től: Jamie Winter őrmester (Nick Hendrix).[1]
- A „megjegyzés” rovatban az egyes epizódok ismertebb alkalmi vendégszereplői vannak feltüntetve.
- A rendőrségi orvosszakértő:
  - 1997–1998, 2000–2011: Dr. George Bullard (Barry Jackson)
  - 1999–2000: Dr. Dan Peterson (Toby Jones)
  - 2011–2016: Dr. Kate Wilding (Tamzin Malleson)
  - 2016–2018: Dr. Kam Karimore (Manjinder Virk)
  - 2018-tól: Dr. Fleur Perkins (Annette Badland)

## Évadok

### I. évad (1997–1998)
| Epizód | Eredeti cím                    | Magyar címek                                    | Bemutató      | Főfelügyelő | Őrmester   | Megjegyzés                                   |
| ------ | ------------------------------ | ----------------------------------------------- | ------------- | ----------- | ---------- | -------------------------------------------- |
| I – 1. | The Killings at Badger’s Drift | Egy idős hölgy halála (U) Orchidea és halál (F) | 1997. március | Thomas B.   | Gavin Troy | Julian Glover, Christopher Villiers          |
| I – 2. | Written in Blood               | Vérvörös tinta (U) Vérrel írva (F)              | 1998. március | Thomas B.   | Troy       | John Shrapnel, Anna Massey, Una Stubbs       |
| I – 3. | Death of a Hollow Man          | Legördül a függöny... (U) Halál a színpadon (F) | 1998. március | Thomas B.   | Troy       | Nicholas Woodeson                            |
| I – 4. | Faithful unto Death            | Váltságdíj a halálba (U) Sírig tartó hűség (F)  | 1998. április | Thomas B.   | Troy       | Peter Jones, Roger Allam, Paul Brooke        |
| I – 5. | Death in Disguise              | Álruhás halál (U) Halál álruhában (F)           | 1998. május   | Thomas B.   | Troy       | Colin Farrell, Miles Anderson, Michael Feast |

### II. évad (1998–1999)
| Epizód  | Eredeti cím       | Magyar címek                                            | Bemutató      | Főfelügyelő | Őrmester | Megjegyzés                                                                |
| ------- | ----------------- | ------------------------------------------------------- | ------------- | ----------- | -------- | ------------------------------------------------------------------------- |
| II – 1. | Death’s Shadow    | A halál árnyékában (F)                                  | 1999. január  | Thomas B.   | Troy     | Nick Dunning, Christopher Villiers, Julian Wadham                         |
| II – 2. | Strangler’s Wood  | A gyilkos pagony (F) A fojtogató                        | 1999. február | Thomas B.   | Troy     | Peter Eyre, Nicholas Farrell, Toby Jones, Phyllis Logan, Anne Stallybrass |
| II – 3. | Dead Man’s Eleven | Egy halottért (F) Téves áldozat                         | 1999. szept.  | Thomas B.   | Troy     | Imelda Staunton, Robert Hardy, Terence Rigby                              |
| II – 4. | Blood Will Out    | Egy polgár rejtélyes halála (U) Vér nem válik vízzé (F) | 1999. szept.  | Thomas B.   | Troy     | Kevin McNally, Phyllida Law                                               |

### III. évad (1999–2000)
| Epizód   | Eredeti cím         | Magyar címek                               | Bemutató      | Főfelügyelő | Őrmester | Megjegyzés                                                 |
| -------- | ------------------- | ------------------------------------------ | ------------- | ----------- | -------- | ---------------------------------------------------------- |
| III – 1. | Death of a Stranger | Az ismeretlen halála (F) Egy idegen halála | 1999. dec.    | Thomas B.   | Troy     | Diane Fletcher, Richard Johnson, Dominic Mafham            |
| III – 2. | Blue Herrings       | Halál az otthonban (F)                     | 1999. dec.    | Thomas B.   | Troy     | Phyllis Calvert, Nigel Davenport, Gudrun Ure               |
| III – 3. | Judgement Day       | Az ítélet napja (F)                        | 2000. január  | Thomas B.   | Troy     | Orlando Bloom, Marsha Fitzalan, Moray Watson, Timothy West |
| III – 4. | Beyond the Grave    | A síron túl (F)                            | 2000. február | Thomas B.   | Troy     | Cheryl Campbell, David Robb, Malcolm Sinclair              |

### IV. évad (2000–2001)
| Epizód  | Eredeti cím            | Magyar címek                            | Bemutató     | Főfelügyelő | Őrmester | Megjegyzés                                                               |
| ------- | ---------------------- | --------------------------------------- | ------------ | ----------- | -------- | ------------------------------------------------------------------------ |
| IV – 1. | Garden of Death        | A halál kertje (F)                      | 2000. szept. | Thomas B.   | Troy     | Sarah Alexander, Neil Dudgeon (itt még Daniel Bolt kertész szerepében)   |
| IV – 2. | Destroying Angel       | Pusztító angyal (F)                     | 2001. aug.   | Thomas B.   | Troy     | Samantha Bond, Tony Haygarth                                             |
| IV – 3. | The Electric Vendetta  | Életre-halálra (F) Elektromos vérbosszú | 2001. szept. | Thomas B.   | Troy     | Daisy Bates                                                              |
| IV – 4. | Who Killed Cock Robin? | Ki ölte meg Robin pajtást? (F) Gázolás  | 2001. szept. | Thomas B.   | Troy     | Patrick Drury, Linda Marlowe                                             |
| IV – 5. | Dark Autumn            | Sötét ősz (F) Borongós ősz              | 2001. szept. | Thomas B.   | Troy     | Fleur Bennett, Alan Howard, Celia Imrie, Kate Maberly, Marian McLoughlin |
| IV – 6. | Tainted Fruit          | A romlott gyümölcs Halálos méreg        | 2001. szept. | Thomas B.   | Troy     | Miles Richardson                                                         |

### V. évad (2002)
| Epizód | Eredeti cím                | Magyar címek                                                    | Bemutató     | Főfelügyelő | Őrmester | Megjegyzés                                                                       |
| ------ | -------------------------- | --------------------------------------------------------------- | ------------ | ----------- | -------- | -------------------------------------------------------------------------------- |
| V – 1. | Market for Murder          | Egy olvasókör titka (U) Befektetés (F) A gyilkosság piaca       | 2002. június | Thomas B.   | Troy     | Barbara Leigh-Hunt, Rupert Vansittart, Dilys Laye                                |
| V – 2. | A Worm in the Bud          | Szomszédviszály (U) A hernyó rágta bimbó (F)                    | 2002. június | Thomas B.   | Troy     | (Versidézet: Hughes Mearns: Antigonish, 1899).                                   |
| V – 3. | Ring Out Your Dead         | Beharangozott halál (U) Szólítsd a holtakat! (F)                | 2002. szept. | Thomas B.   | Troy     | Gemma Jones, Hugh Bonneville, Adrian Scarborough, Carmen du Sautoy, Clare Holman |
| V – 4. | Murder on St. Malley’s Day | Rejtély a Puding Klubban (U) Gyilkosság Szent Malley napján (F) | 2002. szept. | Thomas B.   | Troy     | Tom Beard, Patrick Godfrey                                                       |

### VI. évad (2003)
| Epizód  | Eredeti cím           | Magyar címek                                   | Bemutató     | Főfelügyelő | Őrmester | Megjegyzés                                    |
| ------- | --------------------- | ---------------------------------------------- | ------------ | ----------- | -------- | --------------------------------------------- |
| VI – 1. | A Talent for Life     | Életművész (U, F)                              | 2003. január | Thomas B.   | Troy     | Honor Blackman, Peter Cellier, Richard Durden |
| VI – 2. | Death and Dreams      | Halál és álom (U, F) Halálos álmok             | 2003. január | Thomas B.   | Troy     | Anna Maguire                                  |
| VI – 3. | Painted in Blood      | Vérrel festve (U, F)                           | 2003. január | Thomas B.   | Troy     | Nigel Lindsay, Leslie Phillips                |
| VI – 4. | A Tale of Two Hamlets | A két Hamlet története (U) Két falucska meséje | 2003. január | Thomas B.   | Troy     | Jonathan Hyde, Ronald Pickup                  |
| VI – 5. | Birds of Prey         | Ragadozó madarak (U)                           | 2003. január | Thomas B.   | Troy     | David Calder, Rosalind Knight, Anton Lesser   |

### VII. évad (2003–2004)
| Epizód   | Eredeti cím              | Magyar címek                                           | Bemutató      | Főfelügyelő | Őrmester  | Megjegyzés                                                                     |
| -------- | ------------------------ | ------------------------------------------------------ | ------------- | ----------- | --------- | ------------------------------------------------------------------------------ |
| VII – 1. | The Green Man            | Csontvázak (U) A zöld manó (F) A zöld férfi            | 2003. nov.    | Thomas B.   | Troy      | Henry Cavill, Cherie Lunghi, David Bradley (Troy őrmester felügyelővé lép elő) |
| VII – 2. | Bad Tidings (Bad Things) | Rossz hírek (U) Ha fény derül (F)                      | 2004. január  | Thomas B.   | Dan Scott | (Scott őrmester megérkezése)                                                   |
| VII – 3. | The Fisher King          | A halászkirály (F, U)                                  | 2004. január  | Thomas B.   | Scott     | Jim Carter, Henry Ian Cusick, Malcolm Tierney                                  |
| VII – 4. | Sins of Commission       | Bűnözők bizottsága (U) Kegyes bűn (F) Visszaélések     | 2004. január  | Thomas B.   | Scott     | –                                                                              |
| VII – 5. | The Maid in Splendour    | A fogadó (U) A csodaszép lány (F) A tündöklő lány      | 2004. január  | Thomas B.   | Scott     | Freddie Jones                                                                  |
| VII – 6. | The Straw Woman          | A szalmaasszony (U) Boszorkány Midsomerben (F)         | 2004. február | Thomas B.   | Scott     | Jemima Rooper, Susannah Wise, Richard Cordery                                  |
| VII – 7. | Ghosts of Christmas Past | Elmúlt karácsonyok szelleme (U) Halál karácsonykor (F) | 2004. dec.    | Thomas B.   | Scott     | –                                                                              |

### VIII. évad (2004–2005)
| Epizód    | Eredeti cím                      | Magyar címek                                                           | Bemutató      | Főfelügyelő | Őrmester | Megjegyzés                       |
| --------- | -------------------------------- | ---------------------------------------------------------------------- | ------------- | ----------- | -------- | -------------------------------- |
| VIII – 1. | Things That Go Bump in the Night | Az éj leple alatt (U) Ütős gyilkosságok (F) Éjszakai ütközések         | 2004. október | Thomas B.   | Scott    | Philip Martin Brown              |
| VIII – 2. | Dead in the Water                | Halott a vízben (U) Hulla a vízben (F)                                 | 2004. október | Thomas B.   | Scott    | Janet Brown                      |
| VIII – 3. | Orchis Fatalis                   | Halálos orchideák (U) Végzetes orchidea (F)                            | 2005. január  | Thomas B.   | Scott    | –                                |
| VIII – 4. | Bantling Boy                     | A versenyló (U) Bantling Boy – Az örökség (F) Kiskölyök                | 2005. január  | Thomas B.   | Scott    | –                                |
| VIII – 5. | Second Sight                     | Vízió (U) Jövőbelátók (F) Második látásra                              | 2005. január  | Thomas B.   | Scott    | –                                |
| VIII – 6. | Hidden Depths                    | Rejtett mélységek (U, F)                                               | 2005. március | Thomas B.   | Scott    | Robin Soans                      |
| VIII – 7. | Sauce for the Goose              | Nyakig pácban (U) Nyakig a pácban (F) Mártás a libához Szósz a libához | 2005. április | Thomas B.   | Scott    | Annette Crosbie, Lizzy McInnerny |
| VIII – 8. | Midsomer Rhapsody                | Kisvárosi rapszódia (U) Midsomer rapszódia (F)                         | 2005. október | Thomas B.   | Scott    | June Whitfield, Clare Higgins    |

### IX. évad (2005–2006)
| Epizód  | Eredeti cím                 | Magyar címek                               | Bemutató      | Főfelügyelő | Őrmester  | Megjegyzés                                                |
| ------- | --------------------------- | ------------------------------------------ | ------------- | ----------- | --------- | --------------------------------------------------------- |
| IX – 1. | The House in the Woods      | Holtak háza (U) Az erdei ház (F)           | 2005. október | Thomas B.   | Ben Jones | George Baker (Jones őrmester belépése)                    |
| IX – 2. | Dead Letters                | A holtak visszatérnek (U) Holt levelek (F) | 2006. február | Thomas B.   | Jones     | Simon Callow, Caroline Goodall, Julian Wadham             |
| IX – 3. | Vixen’s Run                 | Rókavadászat (U)                           | 2006. március | Thomas B.   | Jones     | Joss Ackland, Sheila Ruskin, Siân Phillips                |
| IX – 4. | Down Among the Dead Men     | Holtudvar (U) Áldozatok áldozata (F)       | 2006. március | Thomas B.   | Jones     | Paul Freeman, Julia McKenzie                              |
| IX – 5. | Four Funerals and a Wedding | Négy temetés, egy esküvő (U)               | 2006. június  | Thomas B.   | Jones     | Siân Thomas, Sandra Voe, Richard McCabe                   |
| IX – 6. | Country Matters             | Vidéki mesék (U) Belterjes viszonyok (F)   | 2006. június  | Thomas B.   | Jones     | Clare Holman, Stuart Milligan, Miles Richardson           |
| IX – 7. | Death in Chorus             | Halál a kórusban (F, U)                    | 2006. június  | Thomas B.   | Jones     | Peter Capaldi, Patrick Drury, John Shrapnel, Ronan Vibert |
| IX – 8. | Last Year’s Model           | Tavalyi történet (U) Letűnt szerelem (F)   | 2006. július  | Thomas B.   | Jones     | Miles Anderson, Siobhan Redmond                           |

### X. évad (2006–2007)
| Epizód | Eredeti cím              | Magyar címek                                                     | Bemutató      | Főfelügyelő | Őrmester | Megjegyzés                                  |
| ------ | ------------------------ | ---------------------------------------------------------------- | ------------- | ----------- | -------- | ------------------------------------------- |
| X – 1. | Dance with the Dead      | Haláltánc (F) Tánc a halottal (U)                                | 2006. nov.    | Thomas B.   | Jones    | –                                           |
| X – 2. | The Animal Within        | Azok az állati ösztönök (F) Szunnyadó titkok (U)                 | 2007. január  | Thomas B.   | Jones    | Freda Dowie, Richard Johnson                |
| X – 3. | King’s Crystal           | A Király Kristály (F) Hamlet és barátai (U)                      | 2007. január  | Thomas B.   | Jones    | John Castle, Tony Haygarth                  |
| X – 4. | The Axeman Cometh        | A rocklegenda (F, U)                                             | 2007. február | Thomas B.   | Jones    | Suzi Quatro, James Cosmo, Rupert Vansittart |
| X – 5. | Death and Dust           | Porból vétettünk, porrá leszünk (F) Halál és por (U)             | 2007. május   | Thomas B.   | Jones    | Gareth Thomas, Stephanie Cole               |
| X – 6. | Picture of Innocence     | Az ártatlanság képe (F)                                          | 2007. június  | Thomas B.   | Jones    | Adrian Scarborough                          |
| X – 7. | They Seek Him Here       | Halál a forgatáson (F) Bűntény a forgatáson (U) A keresettek (H) | 2007. aug.    | Thomas B.   | Jones    | Marian McLoughlin                           |
| X – 8. | Death in a Chocolate Box | Péntek estiek társasága (F) Múltban az igazság (U)               | 2007. aug.    | Thomas B.   | Jones    | Clare Higgins                               |

### XI. évad (2008)
| Epizód  | Eredeti cím           | Magyar címek                                                                   | Bemutató     | Főfelügyelő | Őrmester | Megjegyzés                                                    |
| ------- | --------------------- | ------------------------------------------------------------------------------ | ------------ | ----------- | -------- | ------------------------------------------------------------- |
| XI – 1. | Shot at Dawn          | A múlt sebei (F) Hajnali rejtély (U) Hajnali lövés (H)                         | 2008. január | Thomas B.   | Jones    | Samantha Bond, Malcolm Sinclair, Donald Sinden                |
| XI – 2. | Blood Wedding         | Vérnász (F, U) Végzetes esküvő                                                 | 2008. május  | Thomas B.   | Jones    | Troy felügyelő (Daniel Casey) rövid feltűnése Cully esküvőjén |
| XI – 3. | Left for Dead         | Serdületlen gyilkosok (F) Négyek titka (U) Halott gyermek (H)                  | 2008. május  | Thomas B.   | Jones    | Maggie Steed, Marion Bailey                                   |
| XI – 4. | Midsomer Life         | Midsomeri élet (F) Vidéki hírmondó                                             | 2008. május  | Thomas B.   | Jones    | Simon Williams                                                |
| XI – 5. | The Magician’s Nephew | Varázslat és halál (F) A mágus unokája (U) A mágus unokaöccse (H)              | 2008. június | Thomas B.   | Jones    | Tom Goodman-Hill, Ronald Pickup, Stuart Wilson                |
| XI – 6. | Days of Misrule       | Renden kívül (F) A zűrzavar napjai (U) Zűrzavaros napok (U)                    | 2008. július | Thomas B.   | Jones    | Philip Martin Brown, Tim Pigott-Smith                         |
| XI – 7. | Talking to the Dead   | Túlvilági beszélgetés (F) Párbeszéd a halottal (U) Diskurzus a halottakkal (H) | 2008. aug.   | Thomas B.   | Jones    | Jeroen Krabbé, Anton Lesser, Clare Higgins (hang)             |

### XII. évad (2009)
| Epizód   | Eredeti cím                           | Magyar címek                                                                                     | Bemutató      | Főfelügyelő | Őrmester | Megjegyzés                                      |
| -------- | ------------------------------------- | ------------------------------------------------------------------------------------------------ | ------------- | ----------- | -------- | ----------------------------------------------- |
| XII – 1. | The Dogleg Murders                    | Klubtagság (U) Gyilkosság a golfpályán (F) A kutyalábas gyilkosságok (F) Kétballábas gyilkos (G) | 2009. március | Thomas B.   | Jones    | John Standing, Rupert Vansittart                |
| XII – 2. | The Black Book                        | A fekete könyv (U)                                                                               | 2009. március | Thomas B.   | Jones    | Susannah Harker, Gavan O’Herlihy, Paul Anderson |
| XII – 3. | Secrets and Spies                     | Titkok és kémek (U)                                                                              | 2009. július  | Thomas B.   | Jones    | Anna Massey                                     |
| XII – 4. | The Glitch                            | Apró hiba (U) Hiba (U) Végzetes hiba (F)                                                         | 2009. július  | Thomas B.   | Jones    | Philip Jackson                                  |
| XII – 5. | Small Mercies                         | Apró szívességek (U) Apróságok titka (U) Apróságok (F)                                           | 2009. szept.  | Thomas B.   | Jones    | –                                               |
| XII – 6. | The Creeper ( magyarul: A besurranó ) | A bűnös (F) A kúszónövény (F) A csúszómászó (U) Duplacsavar (G) A bűnös (H)                      | 2009. szept.  | Thomas B.   | Jones    | Amanda Ryan, Jenny Agutter, Julian Wadham       |
| XII – 7. | The Great and the Good                | A nagyszerű és a jó (U) A szerelem ereje (U) Az alvajáró tanárnő (G)                             | 2009. október | Thomas B.   | Jones    | Maroussia Frank                                 |

### XIII. évad (2010–2011)
| Epizód    | Eredeti cím                | Magyar címek                             | Bemutató      | Főfelügyelő | Őrmester | Megjegyzés                                                                                         |
| --------- | -------------------------- | ---------------------------------------- | ------------- | ----------- | -------- | -------------------------------------------------------------------------------------------------- |
| XIII – 1. | The Sword of Guillaume     | Guillaume kardja (U) Guillome kardja (F) | 2010. február | Thomas B.   | Jones    | Saskia Reeves, Neil Dudgeon, Tim McInnerny, Janet Suzman, Lucy Cohu, Robin Soans                   |
| XIII – 2. | The Made-to-Measure Murder | Mérték utáni gyilkosság (U)              | 2010. május   | Thomas B.   | Jones    | Richard Cordery                                                                                    |
| XIII – 3. | Blood on the Saddle        | A véres nyereg (U)                       | 2010. július  | Thomas B.   | Jones    | Pip Torrens                                                                                        |
| XIII – 4. | The Silent Land            | A hallgatag vidék (U)                    | 2010. aug.    | Thomas B.   | Jones    | –                                                                                                  |
| XIII – 5. | Master Class               | Mesterkurzus (U)                         | 2010. október | Thomas B.   | Jones    | James Fox, Michael Maloney                                                                         |
| XIII – 6. | The Noble Art              | Küzdősport (U)                           | 2010. október | Thomas B.   | Jones    | Kevin McNally, Michelle Fairley, Camille Coduri, Daniela Denby-Ashe                                |
| XIII – 7. | Not in My Back Yard        | Ne háborgasd köreimet (U)                | 2011. január  | Thomas B.   | Jones    | Peter Egan, Maroussia Frank, Linda Marlowe, Dominic Mafham                                         |
| XIII – 8. | Fit for Murder             | Halál a lebegőkamrában (U)               | 2011. január  | Thomas B.   | Jones    | (Thomas Barnaby nyugdíjba megy) – Geraldine James, Lesley Manville, Miles Richardson, Neil Dudgeon |

### XIV. évad (2011–2012)
| Epizód   | Eredeti cím                | Magyar címek                                              | Bemutató      | Főfelügyelő | Őrmester | Megjegyzés                                                       |
| -------- | -------------------------- | --------------------------------------------------------- | ------------- | ----------- | -------- | ---------------------------------------------------------------- |
| XIV – 1. | Death in the Slow Lane     | Halálkanyar (U) Halál a külső sávban (F)                  | 2011. március | John B.     | Jones    | Samantha Bond, David Warner Sykes kutya első megjelenése         |
| XIV – 2. | Dark Secrets               | Szövevényes titkok (U) Sötét titkok (F)                   | 2011. március | John B.     | Jones    | Fiona Dolman első megjelenése Edward Fox, Phyllida Law           |
| XIV – 3. | Echoes of the Dead         | Variációk egy végzetes témára (U) A múlt visszhangjai (F) | 2011. április | John B.     | Jones    | Daisy Haggard                                                    |
| XIV – 4. | The Oblong Murders         | Gyilkos alapítvány (U) Az Oblong szekta (F)               | 2011. május   | John B.     | Jones    | (Dr. Bullard – Barry Jackson – távozik a sorozatból), Holly Aird |
| XIV – 5. | The Sleeper under the Hill | Halál a druidák kövén (U, F)                              | 2011. szept.  | John B.     | Jones    | (Dr. Wilding – Tamzin Malleson – első megjelenése)               |
| XIV – 6. | The Night of the Stag      | Bundapálinka (U) Halálos szüret (F)                       | 2011. október | John B.     | Jones    | –                                                                |
| XIV – 7. | A Sacred Trust             | A múltnak szent kútja (U, F)                              | 2011. október | John B.     | Jones    | Rosalind Knight                                                  |
| XIV – 8. | A Rare Bird                | Ritka madár (U) Jómadarak (F)                             | 2012. január  | John B.     | Jones    | Tony Haygarth                                                    |

### XV. évad (2012–2013)
| Epizód  | Eredeti cím          | Magyar címek                                 | Bemutató      | Főfelügyelő | Őrmester | Megjegyzés                       |
| ------- | -------------------- | -------------------------------------------- | ------------- | ----------- | -------- | -------------------------------- |
| XV – 1. | The Dark Rider       | A fej nélküli lovas (U)                      | 2012. február | John B.     | Jones    | –                                |
| XV – 2. | Murder of Innocence  | Az ártatlanság halála (U)                    | 2012. március | John B.     | Jones    | –                                |
| XV – 3. | Written in the Stars | Csak a csillagok tudják (U)                  | 2012. szept.  | John B.     | Jones    | –                                |
| XV – 4. | Death and the Divas  | Hullák és dívák (F) Horror és halál (U)      | 2013. január  | John B.     | Jones    | –                                |
| XV – 5. | The Sicilian Defence | Szicíliai védelem (U)                        | 2013. január  | John B.     | Jones    | Cheryl Campbell                  |
| XV – 6. | Schooled in Murder   | Veszélyes sajt (U) Gyilkosság felsőfokon (F) | 2013. január  | John B.     | Jones    | Maggie Steed, Martine McCutcheon |

### XVI. évad (2013–2014)
| Epizód   | Eredeti cím                | Magyar címek                          | Bemutató     | Főfelügyelő | Őrmester       | Megjegyzés                                                     |
| -------- | -------------------------- | ------------------------------------- | ------------ | ----------- | -------------- | -------------------------------------------------------------- |
| XVI – 1. | The Christmas Haunting     | Karácsonyi szellemvadászat            | 2013. dec.   | John B.     | Charlie Nelson | (Nelson őrmester belépése)                                     |
| XVI – 2. | Let Us Prey                | A zsákmány (G) Az ima ereje (G)       | 2014. május  | John B.     | Nelson         | –                                                              |
| XVI – 3. | Wild Harvest               | Tomboló aratás (G) Halálos szüret (G) | 2014. június | John B.     | Nelson         | –                                                              |
| XVI – 4. | The Flying Club            | A repülőklub                          | 2014. aug.   | John B.     | Nelson         | Bernard Cribbins, June Whitfield                               |
| XVI – 5. | The Killings of Copenhagen | Koppenhágai gyilkosságok              | 2014. okt.   | John B.     | Nelson         | (Betty Barnaby megszületése) Richard Cordery, Caroline Goodall |

### XVII. évad (2015)
| Epizód    | Eredeti cím                   | Magyar címek                                         | Bemutató       | Főfelügyelő | Őrmester | Megjegyzés                                                           |
| --------- | ----------------------------- | ---------------------------------------------------- | -------------- | ----------- | -------- | -------------------------------------------------------------------- |
| XVII – 1. | The Dagger Club               | A féltékenység hálójában A misztikus rulettkerék (G) | 2015. jan. 28. | John B.     | Nelson   | Una Stubbs                                                           |
| XVII – 2. | Murder by Magic               | Halálos bűvésztrükk Varázslatos gyilkosság (G)       | 2015. feb. 4.  | John B.     | Nelson   | –                                                                    |
| XVII – 3. | The Ballad of Midsomer County | Balladai homály Midsomer megye balladája (G)         | 2015. feb. 11. | John B.     | Nelson   | –                                                                    |
| XVII – 4. | A Vintage Murder              | Régimódi gyilkosság Borban az igazság (G)            | 2015. feb. 18. | John B.     | Nelson   | Claire Bloom, (Dr. Wilding – Tamzin Malleson – távozik a sorozatból) |

### XVIII. évad (2016)
| Epizód     | Eredeti cím                 | Magyar címek             | Bemutató       | Főfelügyelő | Őrmester | Megjegyzés                                                         |
| ---------- | --------------------------- | ------------------------ | -------------- | ----------- | -------- | ------------------------------------------------------------------ |
| XVIII – 1. | Habeas Corpus               | Habeas Corpus (G)        | 2016. jan. 6.  | John B.     | Nelson   | Dr. Kam Karimore – Manjinder Virk belépése Elizabeth Rider         |
| XVIII – 2. | The Incident at Cooper Hill | A Cooper Hill-i eset (G) | 2016. jan. 13. | John B.     | Nelson   | Steve Toussaint, Pip Torrens                                       |
| XVIII – 3. | Breaking the Chain          | Elszakított lánc (G)     | 2016. jan. 27. | John B.     | Nelson   | –                                                                  |
| XVIII – 4. | A Dying Art                 | Haldokló művészet (G)    | 2016. feb. 3.  | John B.     | Nelson   | Cherie Lunghi, Saskia Reeves, Adrian Scarborough                   |
| XVIII – 5. | Saints and Sinners          | Bűnösök és szentek (G)   | 2016. feb. 10. | John B.     | Nelson   | Malcolm Sinclair                                                   |
| XVIII – 6. | Harvest of Souls            | Lelkek aratása (G)       | 2016. feb. 27. | John B.     | Nelson   | Nelson őrmester – Gwylim Lee – (és Sykes kutya) utolsó megjelenése |

### XIX. évad (2016–2018)
| Epizód   | Eredeti cím                                       | Magyar címek                                            | Bemutató       | Főfelügyelő | Őrmester     | Megjegyzés                                                                                           |
| -------- | ------------------------------------------------- | ------------------------------------------------------- | -------------- | ----------- | ------------ | --- |
| XIX – 1. | The Village That Rose from the Dead               | A feltámadt falu A kisváros, mely feltámadt halottaiból | 2016. dec.18.  | John B.     | Jamie Winter | Pippa Haywood Jamie Winter őrmester – Nick Hendrix – és Paddy kutya belépése.                        |
| XIX – 2. | Crime and Punishment                              | Bűn és bűnhődés                                         | 2017. jan. 4.  | John B.     | Winter       | – |
| XIX – 3. | Last Man Out                                      | Az utolsó csere                                         | 2017. jan. 11. | John B.     | Winter       | Vendégszerepben Jones nyomozó (Jason Hughes), mint titkosügynök                                      |
| XIX – 4. | Red in Tooth and Claw                             | Kegyetlen verseny                                       | 2017. jan. 18. | John B.     | Winter       | Michael Obiora (Oliver Marcet, Kam Karimore helyett „beugró” halottkém), Sara Crowe, Susan Hampshire |
| XIX – 5. | Death by Persuasion (The Murder at Malham Mosque) | Halál meggyőződésből                                    | 2018. máj. 13. | John B.     | Winter       | Anamaria Marinca (Dr. Petra Antonescu, Kam Karimore helyett „beugró” halottkém)                      |
| XIX – 6. | The Curse of the Ninth (The Scream)               | A kilencedik szimfónia                                  | 2018. máj. 20. | John B.     | Winter       | Simon Callow; Dr. Kam Karimore (Manjinder Virk) utolsó megjelenése.                                  |

### XX. évad (2019–2020)
| Epizód  | Eredeti cím                | Magyar címek                  | Bemutató        | Főfelügyelő | Őrmester | Megjegyzés                                                               |
| ------- | -------------------------- | ----------------------------- | --------------- | ----------- | -------- | ------------------------------------------------------------------------ |
| XX – 1. | The Ghost of Causton Abbey | A Causton-i kolostor szelleme | 2019. márc. 10. | John B.     | Winter   | Dr. Fleur Perkins – Annette Badland belépése; Anita Harris, Elaine Paige |
| XX – 2. | Death of the Small Coppers | A tűzlepke halála             | 2019. márc. 17. | John B.     | Winter   | Peter Egan                                                               |
| XX – 3. | Drawing Dead               | Halálos húzás                 | 2019. május 19. | John B.     | Winter   | Jemma Redgrave, Nicholas Farrell                                         |
| XX – 4. | The Lions of Causton       | A Caustoni Oroszlánok         | 2019. aug. 26.  | John B.     | Winter   | Michael Maloney                                                          |
| XX – 5. | Till Death Do Us Part      | Míg a halál el nem választ    | 2020. jan. 06.  | John B.     | Winter   | Liz Fraser, Fenella Woolgar                                              |
| XX – 6. | Send in the Clowns         | Bohócok között                | 2020. jan. 14.  | John B.     | Winter   | Lorraine Ashbourne                                                       |

### XXI. évad (2020–2021)
| Epizód   | Eredeti cím           | Magyar címek          | Bemutató       | Főfelügyelő | Őrmester | Megjegyzés    |
| -------- | --------------------- | --------------------- | -------------- | ----------- | -------- | ------------- |
| XXI – 1. | The Point of Balance  | Kényes egyensúly      | 2021. jan. 24. | John B.     | Winter   | Nigel Havers  |
| XXI – 2. | The Miniature Murders | Miniatűr gyilkosságok | 2021. jan. 31. | John B.     | Winter   | Clare Holman  |
| XXI – 3. | The Sting of Death    | A halál fullánkja     | 2021. feb. 7.  | John B.     | Winter   | Imogen Stubbs |
| XXI – 4. | With Baited Breath    | Lélegzet-visszafojtva | 2021. feb. 14. | John B.     | Winter   |               |

- Az új epizódok sugárzása 2020. februárjától 2021 januárjáig szünetelt.
- 2021 március 21-től újraindult a sugárzás, a The Sting of Death epizóddal (jelenleg 21. évad 3. epizód). A 2021. március 11-i ITV hivatalos sajtóanyag ezt az epizódot már a 22. évad 1. epizódjának nevezi. [21]

### XXII. évad (2021)
| Epizód    | Eredeti cím                      | Magyar címek                   | Bemutató       | Főfelügyelő | Őrmester | Megjegyzés                     |
| --------- | -------------------------------- | ------------------------------ | -------------- | ----------- | -------- | ------------------------------ |
| XXII – 1. | The Wolf Hunter of Little Worthy | A Little Worthy-i farkasvadász | 2021. ápr. 4.  | John B.     | Winter   | Mark Williams, Siobhan Redmond |
| XXII – 2. | The Stitcher Society             | A Stitcher Társaság            | 2021. ápr. 11. | John B.     | Winter   | Keith Allen, Lizzy McInnerny   |
| XXII – 3. | Happy Families                   | A boldog család                | 2021. okt. 3.  | John B.     | Winter   | Stuart Milligan                |
| XXII – 4. | Scarecrow Murders                | A madárijesztő gyilkosságok    | 2022. máj. 29. | John B.     | Winter   |                                |
| XXII – 5. | For Death Prepare                | Készülj a halálra              | 2021. dec. 6.  | John B.     | Winter   | Clive Rowe                     |
| XXII – 6. | The Witches Of Angel’s Rise      | Angel’s Rise boszorkái         | 2021. dec. 13. | John B.     | Winter   |                                |

- Egy év kihagyás után, 2021 március 21-én újraindult a sugárzás, a The Sting of Death epizóddal (mely jelenleg 21. évad 3. epizód), ezt ITV március 11-i hivatalos sajtóanyaga a 22. évad 1. epizódjának nevezi.[21]

### XXIII. évad (2022−2023)
| Epizód     | Eredeti cím             | Magyar címek                                       | Bemutató       | Főfelügyelő | Őrmester | Megjegyzés |
| ---------- | ----------------------- | -------------------------------------------------- | -------------- | ----------- | -------- | ---------- |
| XXIII – 1. | The Blacktrees Prophecy | Világvége Blacktrees-ben                           | 2022. dec. 12. | John B.     | Winter   | Holly Aird |
| XXIII – 2. | The Debt of Lies        | Világvége, hosszú árnyék Régi bűnök, hosszú árnyék | 2022. dec. 19. | John B.     | Winter   |            |
| XXIII – 3. | A Grain of Truth        | Az igazság magva                                   | 2022. dec. 26. | John B.     | Winter   |            |
| XXIII – 4. | Dressed To Kill         | Gyilkossághoz öltözve                              | 2023. jan. 2.  | John B.     | Winter   |            |

### XXIV. évad (2023−2024)
| Epizód    | Eredeti cím        | Magyar címek  | Bemutató       | Főfelügyelő | Őrmester | Megjegyzés    |
| --------- | ------------------ | ------------- | -------------- | ----------- | -------- | ------------- |
| XXIV – 1. | The Devil’s Work   | Az ördög műve | 2023. nov. 10. | John B.     | Winter   |               |
| XXIV – 2. | Book of the Dead   | Holtak könyve | 2023. dec. 11. | John B.     | Winter   |               |
| XXIV – 3. | Claws Out          | Karmokat ki!  | 2023. dec. 18. | John B.     | Winter   |               |
| XXIV – 4. | A Climate of Death | Halálos klíma | 2023. dec. 25. | John B.     | Winter   | Corey Johnson |